# Resolució 58 del Consell de Seguretat de les Nacions Unides
La Resolució 58 del Consell de Seguretat de les Nacions Unides fou aprovada el 28 de setembre de 1948. La Confederació Helvètica recentment s'havia unit a la Cort Internacional de Justícia (CIJ) però encara no era membre de les Nacions Unides i se li va sol·licitar al Consell que fes recomanacions. El Consell va recomanar que Suïssa i qualsevol altre Estat que es trobi en aquesta posició se li hauria de permetre participar en tots els elements de l'Assemblea General referent a la CIJ, incloent la nominació de nous membres i eleccions.
El Consell també va recomanar que aquestes nacions fossin requerides a pagar quotes que cobrissin les despeses de la Cort i que en cas de fallar ena fer-ho (tret que aquesta nació tingués una excusa considerada justificable per l'Assemblea General) no se li hauria de permetre participar en l'Assemblea de cap manera fins que el balanç hagi estat pagat.
El president del Consell va declarar que la resolució va ser aprovada unànimement en l'absència d'alguna objecció per part d'algun dels seus membres.